# Гурда, Ян
Ян Гу́рда (пол. Jan Gurda, 24 марта 1920 года, Ксёнжнице-Вельке, Малопольское воеводство, Польша — 16 января 1993 года, Кельце, Польша) — католический прелат, вспомогательный епископ епархии Кельце с 7 января 1972 года по 16 января 1993 год.

## Биография
После обучения в Высшей духовной семинарии в городе Кельце Ян Гурда был рукоположён 2 апреля 1949 года в священника епископом Кельце Чеславом Качмареком. Преподавал в Высшей духовной семинарии. В 1969 году был назначен каноником капитулы собора Успения Пресвятой Девы Марии в Кельце.
7 января 1972 года Римский папа Павел VI назначил Яна Гурду вспомогательным епископом епархии Кельце и титулярным епископом Тасбалды. 13 февраля 1972 года состоялось рукоположение Яна Гурды в епископа, которое совершил епископ Кельце Ян Ярошевич в сослужении с епископом Люблина Петром Калвой и епископом Тарнува Ежи Аблевичем.
Скончался 16 января 1993 года в городе Кельце.